# Francesc Garrido
Francesc Garrido   (Barcelona, 26 de desembre de 1967) és un actor català de teatre, cinema i televisió. Ha participat en produccions com Barcelona 1714, La película de nuestra vida, Cites, Mar adentro, Estació d'enllaç, Meublé. La casita blanca o Días de Navidad.